# Karl Hofer (Journalist)
Karl Hofer (* 22. November 1929 in Neustift an der Rosalia, Forchtenstein) ist ein österreichischer Autor und Journalist.

## Leben
Karl Hofer besuchte die Lehrerbildungsanstalt Wiener Neustadt für das Lehramt an Volks- und Hauptschulen und unterrichtete in Wien und im Burgenland. Er war an der Lehrerbildungsanstalt in Wiener Neustadt Darsteller in der Theatergruppe und später Lehrer und Leiter einer Theatergruppe für Lehrer im burgenländischen Volksbildungswerk. Er besuchte die Hochschule für Musik und darstellende Kunst Wien für Schauspiel und war Lehrer für Spracherziehung am Musisch-Pädagogischen Realgymnasium Wiener Neustadt und an der Pädagogischen Akademie Wien.
Er war Mitarbeiter in den Kulturzeitschriften Volk und Heimat, Pannonia und Wortmühle.
Hofer war ab 1967 Redakteur beim ORF-Landesstudio Burgenland (Radio Burgenland) und war von 1974 bis 1982 und von 1986 bis 1990 Intendant am ORF-Landesstudio Burgenland.
Hofer gründete 1971 mit dem ORF Burgenland und mit Jan Rys und Günter Unger die internationalen Hörspieltage Unterrabnitz.
Hofer lebt und arbeitet in Bad Sauerbrunn.

## Auszeichnungen
- Würdigungspreis des Landes Burgenland für Kulturpublizistik
- 1982 Großes Ehrenzeichen des Landes Burgenland
- 2003 Berufstitel Professor
- 2015 Martinsorden in Silber der Diözese Eisenstadt[1]

## Mitgliedschaften
- Vizepräsident des P.E.N.-Clubs Burgenland
- Mitglied des wissenschaftlichen Beirates der Burgenland-Stiftung Theodor Kery zur Förderung von Wissenschaft, Forschung, Kunst, Kultur, Sport und Sozialem

## Publikationen
- Meine Rundfunkjahre. Der Aufbau des ORF-Landesstudios Burgenland. Roetzer, Wien Eisenstadt 1994, ISBN 3-85374-240-8.
- Mäusewässerer. Roman, Bibliothek der Provinz, Weitra 2004, ISBN 3-85252-591-8.
- Begegnung mit der Lebenszeit. Erzählungen, Bibliothek der Provinz, Weitra 2004, ISBN 978-3-85252-837-3.